# Carcharodon
Carcharodon é um género de tubarões pertencente à família Lamnidae, que hoje em dia apenas está representada por uma espécie: o grande tubarão-branco.